# MS Legnica
MS Legnica – drobnicowiec typu B-55, należący do Polskich Linii Oceanicznych, pływający pod polską banderą w latach 1960–1980.

## Historia
MS Legnica był statkiem towarowym o nośności 5385 ton (DWT). Został zbudowany w Stoczni Szczecińskiej i oddany do eksploatacji w 1960 roku. Nazwany na cześć miasta Legnica. Jego długość całkowita wynosiła 124,2 m, szerokość 16,6 m, zanurzenie 6,5 m. Posiadał silnik spalinowy o mocy 3680 kW. Rozwijał prędkość maksymalną 15 w. Pływał pod banderą polską w Polskich Liniach Oceanicznych w latach 1960–1980. Następnie został sprzedany Giorgonav Shipping Co. z Pireusu.
W 1964 roku MS Legnica wracał ze swej wyprawy do Gujany podróżnik Arkady Fiedler. Statek i jego kapitan Witold Gorski zostali wspomniani w eseju Wajwaje strzelają trafnie w wydanym w 1968 roku zbiorze Spotkałem szczęśliwych Indian.